# Халай (танец)
Халай (азерб. Halay, арм. Շուրջպար «Шурч пар» или арм. Խալե «Хале»; курдск. Govend, тур. Halay, ассир.: Khigga ܚ ܸ ܓ ܵ ܐ, греч. Χαλάϊ, тал. Halay) — народный танец на Ближнем Востоке и в других регионах, у курдов, азербайджанцев, талышей, турок, армян, персов, и других народов. На свадьбах, предсвадебных вечеринках, проводах в армию и всевозможных фестивалях нередко танцуется на протяжении нескольких часов.
Традиционно играется на зурне при поддержке давула. В халае участвует не менее трёх танцоров, неважно, мужчины это или женщины. Как правило, при исполнении танца исполнители образуют круг или линию, держась за мизинец или за плечо друг друга, либо рука об руку. Первый и последний танцоры держат в руках кусок ткани, который носит название «мендиль».